# 베리 프리머스
배리 프라이머스(Barry Primus, 영어 발음: /ˈpraɪməs/, 1938년 2월 16일 ~ )는 미국의 배우, 감독, 작가이다. 액터스 스튜디오의 일원이다. 미국 영화 연구소, 캘리포니아 대학교 로스앤젤레스 캠퍼스에서 연기, 감독 교육을 진행하고 있다.

## 참여 작품
- 헤르만 괴링
- 바바라 허시의 공황 시대
- 뉴욕 뉴욕 (영화)
- 하트랜드 (1979년 영화)
- 로즈 (1979년 영화)
- 사랑과 슬픔의 볼레로
- 폴뉴먼의 선택
- 살아가는 나날들
- 비버리 힐의 낮과 밤
- 스페이스 캠프
- 인생의 반전
- 비공개
- 밤 그리고 다시 (1992년 영화)
- 15분
- 라이프 애즈 어 하우스
- 의로운 살인
- 아메리칸 허슬
- 그루지 매치
- 허밍버드 (영화)
- 조이 (2015년 영화)
- 아이리시맨